# Corona regional del centro de México
La corona regional del centro de México, también llamada megalópolis de México, es una megalópolis formada por diez áreas metropolitanas ubicadas en las regiones centrosur y este del país. La primera vez que se usó este término fue en 1996.
La Corona Regional del Centro de México está conformada por la Ciudad de México y 5 estados: Tlaxcala, Hidalgo, Morelos, Puebla y el Estado de México; además, cuenta con 16 demarcaciones territoriales y 225 municipios.
En 2015 su población fue estimada en treinta y tres millones de habitantes y en 2020 se censó en 34 905 667 (27.77% de la población nacional), lo que la convierte en la zona con mayor población concentrada de México y de Iberoamérica.

## Etimología e historia
El término megalópolis (del idioma griego Μεγάλη Megále ‘gran’, y πόλις pólis ‘ciudad’) se aplica al conjunto de áreas metropolitanas, cuyo crecimiento urbano acelerado lleva al contacto del área de influencia de una con las otras. En definitiva, las megalópolis suelen estar formadas por conurbaciones de grandes ciudades. 
En 1996; el Programa General de Desarrollo Urbano del Distrito Federal propuso, por primera vez Corona Regional del Centro de México, utilizar este término para referirse a la cadena urbana del centro de México, y más tarde el término fue retomado por PROAIRE, una comisión metropolitana del medio ambiente.
También se utilizan los términos: Corona Regional de Ciudades; y Megalópolis del Centro del país (MCP);

## Delimitación

Ubicación de las metrópolis que conforman la Megápolis de México.

Todo parte de la Ciudad de México en diversos procesos de conurbación e integración física con diversos municipios del Estado de México, Morelos, Puebla, Tlaxcala, e Hidalgo. Está integrada por 173 municipios (91 del Estado de México, 29 de Puebla, 37 de Tlaxcala, 16 de Morelos y 16 de Hidalgo) y las 16 alcaldías de la Ciudad de México.
El estado de Querétaro no se considera, ya que la distancia entre la Zona Metropolitana del Valle de México y la Zona Metropolitana de Querétaro es mayor a la existente en comparación con la distancia entre las otras zonas metropolitanas de la región, la cual no rebasa los 100 km, y, por otro lado, Querétaro se encuentra más integrado al sistema urbano del Bajío, dentro del cual cumple una función de articulador de los flujos transregionales entre la región centro y del Golfo de México, que tienen como destino el occidente y el norte del país.
La Zona Metropolitana de Tehuacán y la Zona Metropolitana de Teziutlán, aunque estén dentro del estado de Puebla, tampoco forman parte de la megalópolis, puesto que también están muy alejados de ella.
Geográficamente esta zona se encuentra en las regiones Centro-sur y Centro-oriente de México.

### Ciudades
Esta megalópolis, está integrada por las siguientes ciudades con su respectiva área metropolitana: la Ciudad de México, Ciudad de Puebla, Ciudad de Tlaxcala, Apizaco, Cuernavaca, Cuautla, Toluca, Pachuca de Soto, Tula de Allende y Tulancingo de Bravo.
El núcleo central de esta zona configura la Zona Metropolitana del Valle de México, la cual se encuentra rodeada por una corona regional de ciudades (Toluca, Cuernavaca, Cuautla, Ciudad de Puebla, Ciudad de Tlaxcala y Pachuca) y en otro nivel por una periferia regional muy amplia, incluso cuenta con ejes transregionales, como Huejutla, Iguala, Atlacomulco, Teziutlán, Ciudad Serdán y Tehuacán.

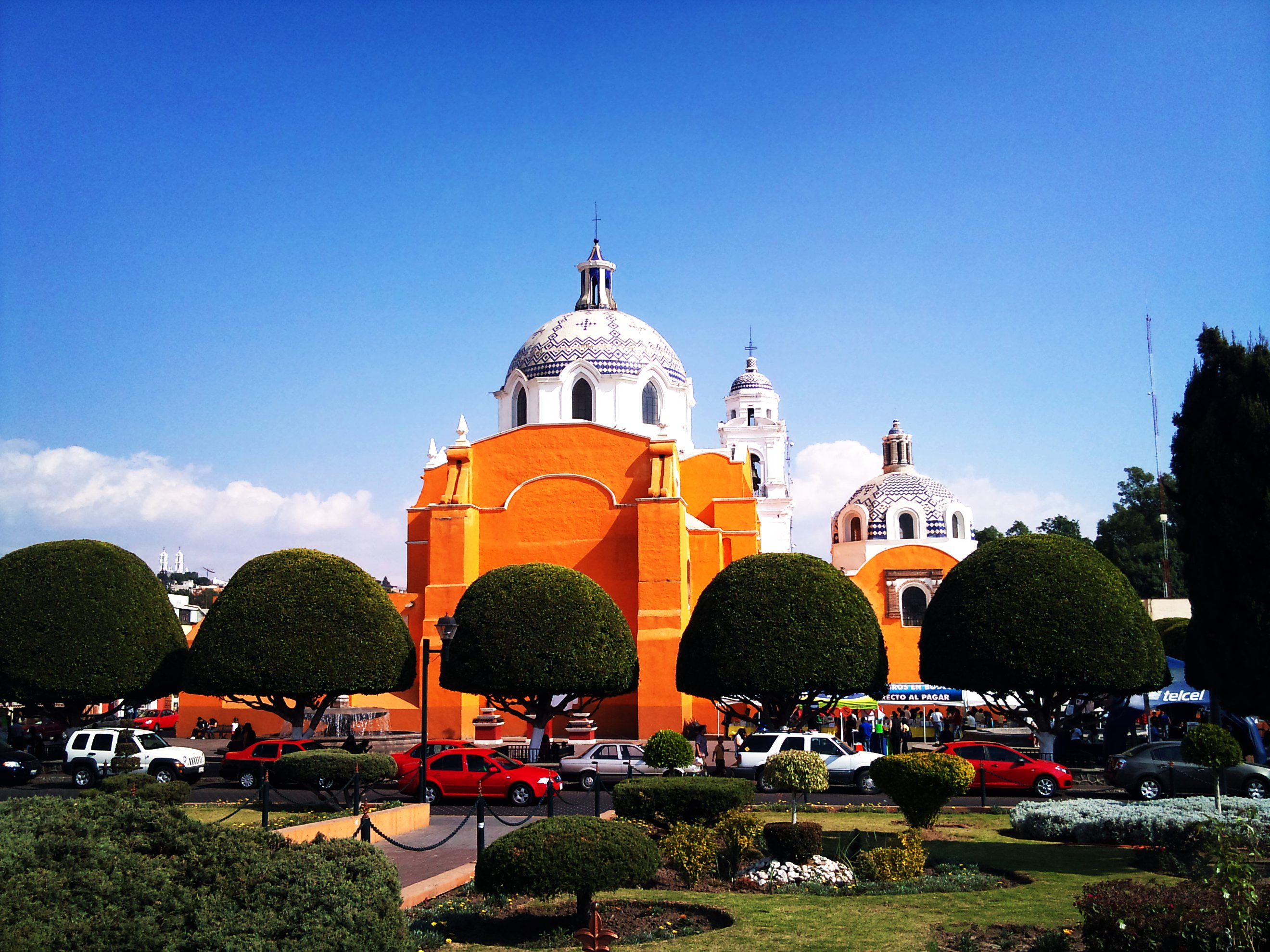
Tlaxcala de Xicohténcatl
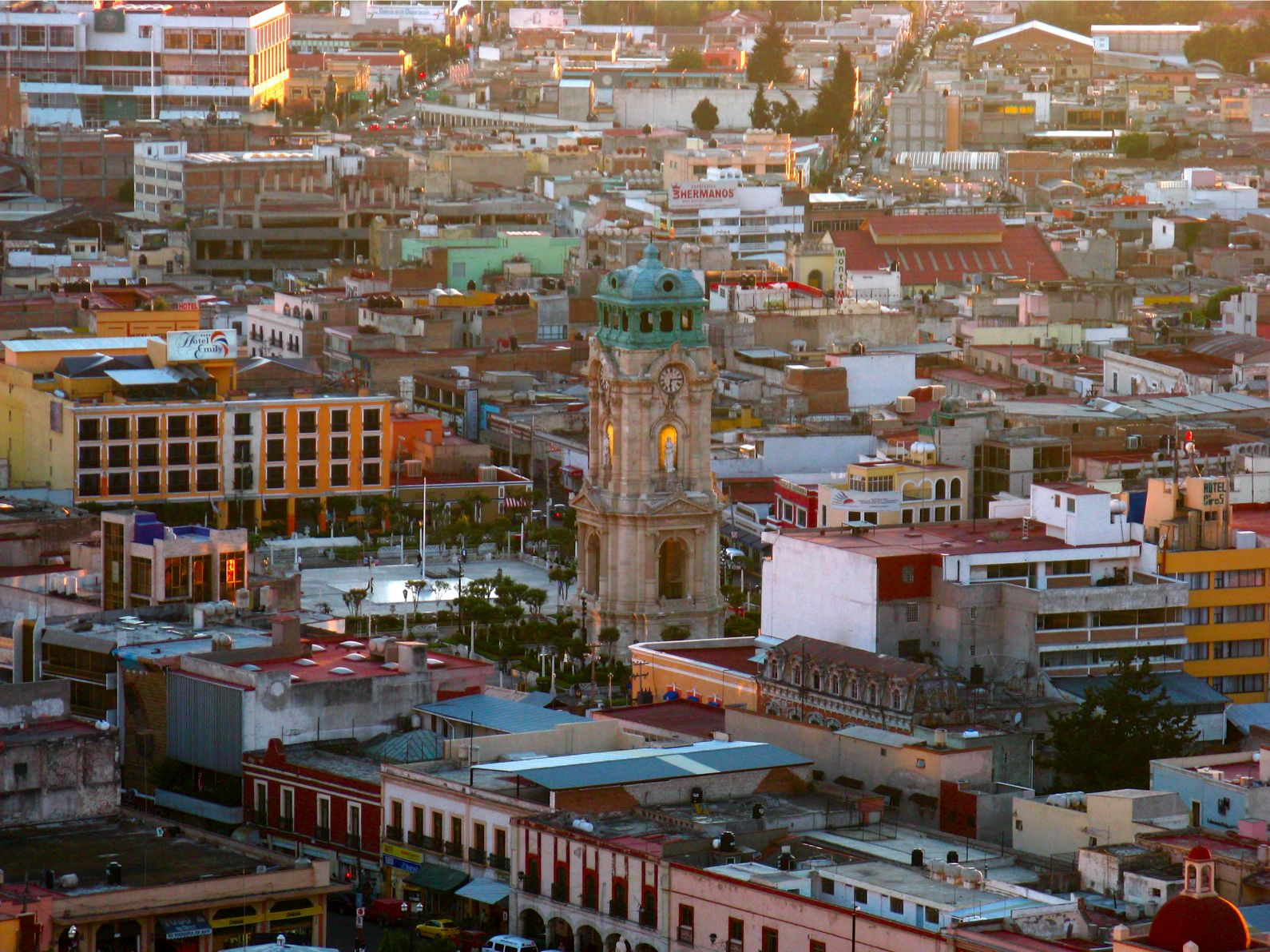
Pachuca de Soto
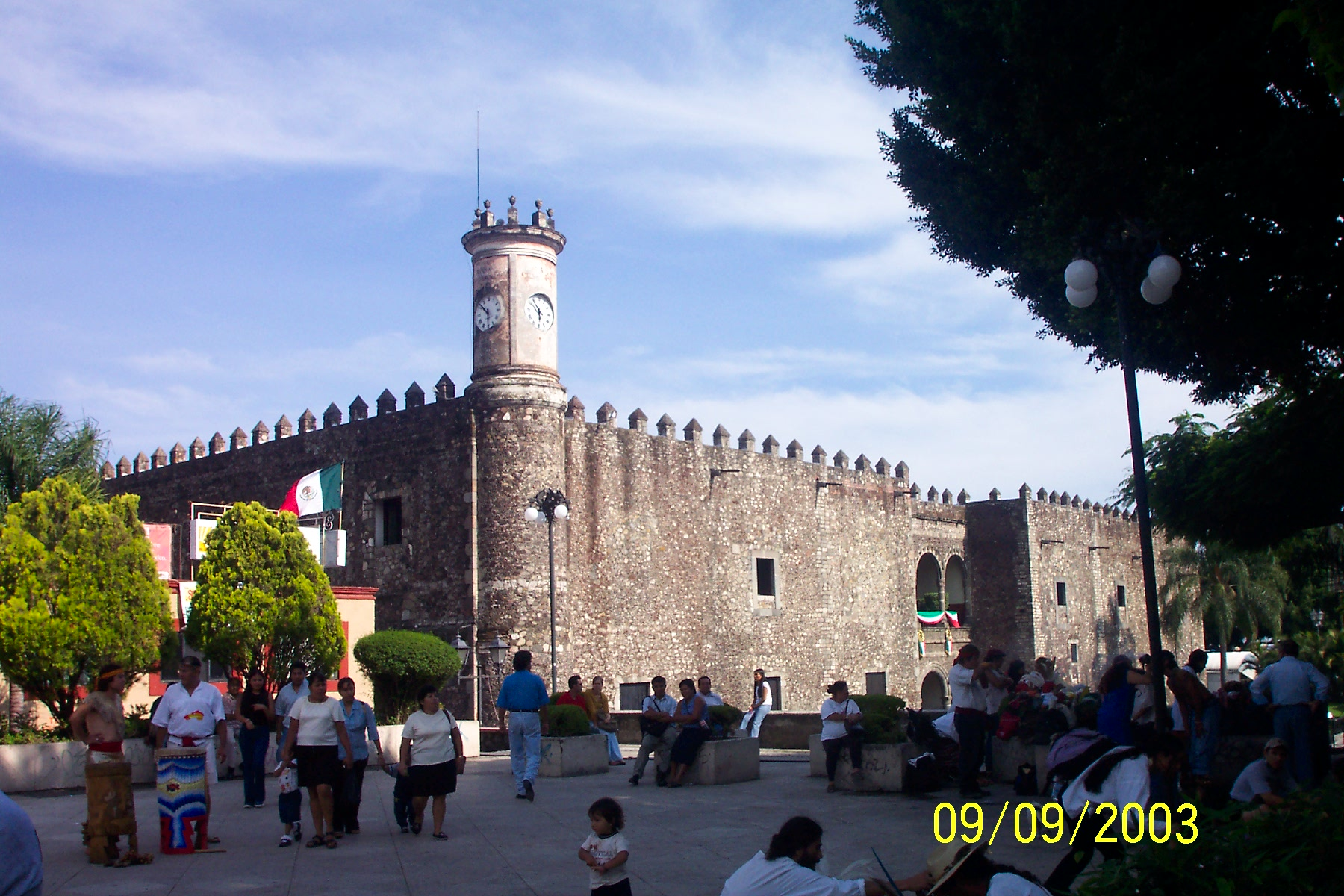
Cuernavaca
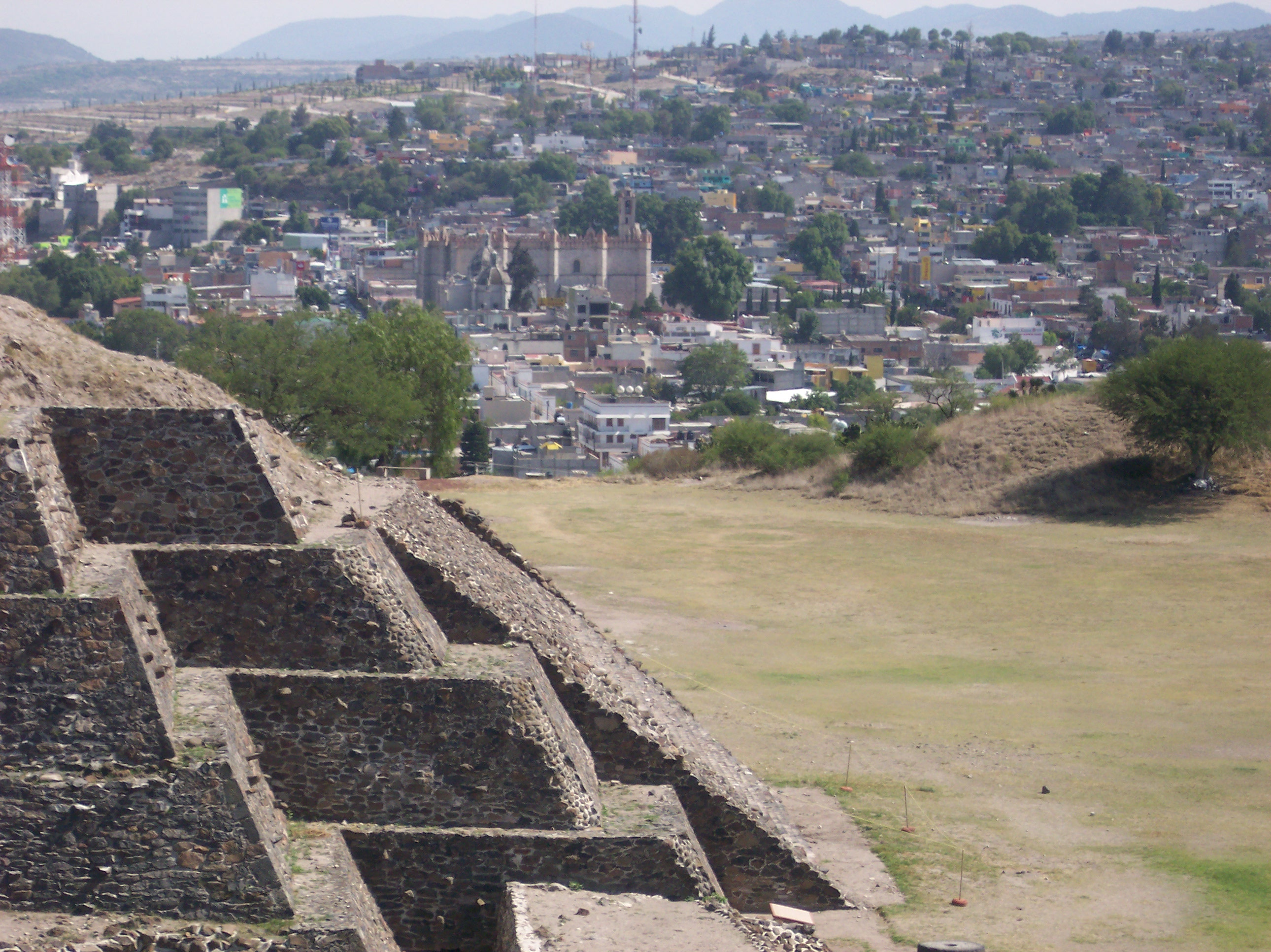
Tula de Allende
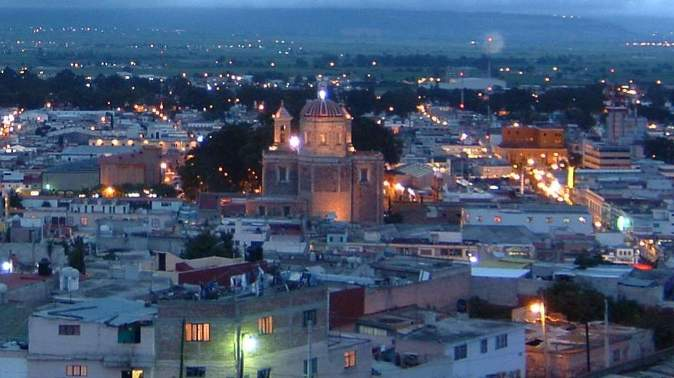
Tulancingo de Bravo
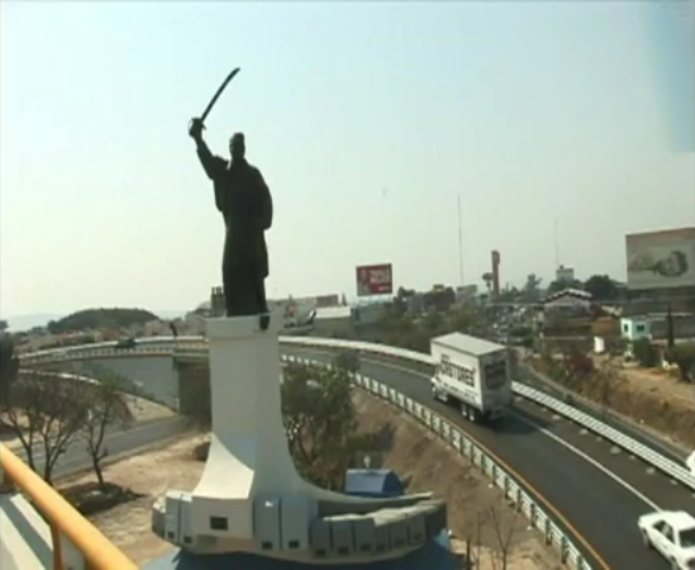
Cuautla

## Población
| Zona metropolitana                           | Entidades federativas                       | Población (2020) | Superficie km2 |
| -------------------------------------------- | ------------------------------------------- | ---------------- | -------------- |
| Zona metropolitana del Valle de México       | Ciudad de México, Estado de México, Hidalgo | 21 815 533       | 7 866.1        |
| Zona metropolitana de Puebla-Tlaxcala        | Puebla, Tlaxcala                            | 3 202 790        | 2 392.4        |
| Zona metropolitana del Valle de Toluca       | Estado de México                            | 2 353 924        | 2 139.6        |
| Zona metropolitana de Cuernavaca             | Morelos                                     | 1 028 589        | 1189.6         |
| Zona metropolitana de Pachuca de Soto        | Hidalgo                                     | 665 929          | 1184.8         |
| Zona metropolitana de Tlaxcala-Apizaco       | Tlaxcala                                    | 570 308          | 709.0          |
| Zona metropolitana de Cuautla                | Morelos                                     | 483 455          | 995.6          |
| Zona metropolitana de Tulancingo             | Hidalgo                                     | 268 351          | 673.1          |
| Zona metropolitana de Tula                   | Hidalgo                                     | 256 795          | 491.4          |
| Zona metropolitana de Santiago Tianguistenco | Estado de México                            | 183 281          | 368.5          |
| Total                                        | —                                           | 30 825 695       | 18 010.1       |